# Rebecca
Rebecca je žensko osebno ime.

## Izvor imena
Rebecca, (hebrejsko רבקה, jidiš Rivkah) je angleški zapis ženskega osebnega imena Rebeka.

## Tujejezikovne različice imena
- pri Angležih: Rebecca

## Pogostost imena
Po podatkih Statističnega urada Republike Slovenije je bilo na dan 31. decembra 2007 v Sloveniji število ženskih oseb z imenom Rebecca: 61.

## Osebni praznik
Osebe z imenom Rebecca lahko godujejo takrat kot Rebeke. V koledarju sta 23. marca blažena Rebeka Ar - Rayyes, redovnica iz Libanona, († 23. mar. 1913) in 25. marca Rebeka Izakova svetopisemska žena.